# Torino Calcio 1988-1989
Questa voce raccoglie le informazioni riguardanti il Torino Calcio nelle competizioni ufficiali della stagione 1988-1989.

## Stagione
Nella stagione 1988-1989 la Serie A passa da 16 a 18 squadre, le retrocessioni salgono a 4. Il Torino disputa un campionato assolutamente inaspettato trovandosi a lottare, per tutto il torneo, nelle ultime posizioni della classifica da cui non è più riuscito a riemergere, nonostante il buon organico a disposizione dei tre allenatori che si sono succeduti, finendo per retrocedere dopo trent'anni in Serie B, per la seconda volta nella sua storia.
Dopo la sconfitta (2-0) di Bologna l'11 dicembre 1988 viene esonerato Luigi Radice che passa il testimone a Claudio Sala, bandiera granata degli anni Settanta, ma il Torino termina il girone di andata al penultimo posto con 12 punti. Anche il girone di ritorno non evidenzia spiragli di ripresa: il 21 maggio 1989, dopo il rovescio di Napoli (4-1), anche Sala viene sollevato dall'incarico a favore di Sergio Vatta al quale, nelle ultime cinque giornate, non riesce il miracolo di far mantenere la categoria ai granata. Due stranieri sono risultati i miglior marcatori stagionali della squadra, il brasiliano Müller con 12 reti e il serbo Haris Škoro con 10.
Dopo aver disputato la finale nella stagione precedente, nella Coppa Italia il Torino supera, nel precampionato, la prima fase vincendo il proprio girone con 9 punti, davanti a Udinese, Cesena, Foggia, Catanzaro e Triestina. Nella seconda fase a gironi, i granata sono superati dal Verone e dal Milan, interrompendo la loro corsa.

## Divise e sponsor

Rossi (a destra) ferma lo juventino Mauro nel derby di campionato del 14 maggio 1989, giocato dai granata con una speciale maglia commemorativa nel quarantennale della tragedia di Superga.

Nella stagione 1988-1989, il Torino ebbe come sponsor tecnico Adidas, mentre lo sponsor principale fu Indesit.
In occasione del derby di Torino del 14 maggio 1989, i granata scesero in campo indossando una speciale divisa, priva di marchi pubblicitari e di fatto simile a quella vestita negli anni 1940 dal Grande Torino, nei giorni del quarantesimo anniversario della tragedia di Superga.
| Casa | Trasferta | 40º Superga |

## Società
- Presidente:[7]
  - Gian Mauro Borsano
  - Mario Gerbi
(fino al 7 marzo 1989)
- Amministratore delegato:
  - Michele De Finis
(fino al 7 marzo 1989)
- Segretario:
  - Giovanni Matta

- Direttore sportivo:
  - Federico Bonetto
- Allenatore:[8][9]
  - Sergio Vatta
  - Claudio Sala
(fino al 22 maggio 1989)
  - Luigi Radice
(fino al 12 dicembre 1988)

## Rosa

I tre neoacquisti stranieri della stagione; da sinistra: il brasiliano Müller e lo jugoslavo Skoro, che lasceranno buoni ricordi in granata, e l'altro brasiliano Edu, al contrario una meteora a Torino.

| N. |                   | Ruolo | Calciatore                 |
| -- | ----------------- | ----- | -------------------------- |
|    | Italia (bandiera) | P     | Paolo Di Sarno             |
|    | Italia (bandiera) | P     | Fabrizio Lorieri           |
|    | Italia (bandiera) | P     | Luca Marchegiani           |
|    | Italia (bandiera) | P     | Alessandro Zaninelli       |
|    | Italia (bandiera) | D     | Silvano Benedetti          |
|    | Italia (bandiera) | D     | Massimo Brambati           |
|    | Italia (bandiera) | D     | Massimiliano Catena        |
|    | Italia (bandiera) | D     | Carlo Remiti               |
|    | Italia (bandiera) | D     | Roberto Cravero (capitano) |
|    | Italia (bandiera) | D     | Paolo Danzè                |
|    | Italia (bandiera) | D     | Massimiliano Farris        |
|    | Italia (bandiera) | D     | Giacomo Ferri              |
|    | Italia (bandiera) | D     | Donatello Gasparini        |
|    | Italia (bandiera) | D     | Vittorio Pusceddu          |
|    | Italia (bandiera) | D     | Ezio Rossi                 |
|    | Italia (bandiera) | D     | Marco Zaffaroni            |
|    | Italia (bandiera) | C     | Dino Baggio                |

| N. |                       | Ruolo | Calciatore        |
| -- | --------------------- | ----- | ----------------- |
|    | Italia (bandiera)     | C     | Davide Bolognesi  |
|    | Italia (bandiera)     | C     | Antonio Comi      |
|    | Brasile (bandiera)    | C     | Edu               |
|    | Italia (bandiera)     | C     | Ivan Ferretti     |
|    | Italia (bandiera)     | C     | Diego Fuser       |
|    | Italia (bandiera)     | C     | Massimo Gallaccio |
|    | Italia (bandiera)     | C     | Luca Landonio     |
|    | Italia (bandiera)     | C     | Felice Parisi     |
|    | Italia (bandiera)     | C     | Antonio Sabato    |
|    | Italia (bandiera)     | C     | Alvise Zago       |
|    | Italia (bandiera)     | A     | Ivan Subrizio     |
|    | Italia (bandiera)     | A     | Giorgio Bresciani |
|    | Italia (bandiera)     | A     | Benito Carbone    |
|    | Italia (bandiera)     | A     | Tullio Gritti     |
|    | Italia (bandiera)     | A     | Andrea Menghini   |
|    | Brasile (bandiera)    | A     | Müller            |
|    | Jugoslavia (bandiera) | A     | Haris Škoro       |

## Calciomercato

### Sessione estiva
| Acquisti | Acquisti            | Acquisti        | Acquisti      |
| R.       | Nome                | da              | Modalità      |
| -------- | ------------------- | --------------- | ------------- |
| P        | Luca Marchegiani    | Brescia         | definitivo    |
| D        | Massimo Brambati    | Empoli          | fine prestito |
| D        | Massimiliano Farris | Pro Vercelli    | definitivo    |
| D        | Vittorio Pusceddu   | Udinese         | definitivo    |
| C        | Edu                 | Portuguesa      | definitivo    |
| C        | Ivan Ferretti       | Alessandria     | definitivo    |
| C        | Massimo Gallaccio   | Lodigiani       | definitivo    |
| C        | Luca Landonio       | Legnano         | definitivo    |
| A        | Müller              | San Paolo       | definitivo    |
| A        | Haris Škoro         | Dinamo Zagabria | definitivo    |

| Cessioni | Cessioni             | Cessioni    | Cessioni   |
| R.       | Nome                 | a           | Modalità   |
| -------- | -------------------- | ----------- | ---------- |
| P        | Alessandro Zaninelli | Brescia     | definitivo |
| D        | Giancarlo Corradini  | Napoli      | definitivo |
| D        | Paolo Danzè          | Reggina     | definitivo |
| D        | Riki Di Bin          | Parma       | definitivo |
| D        | Vittorio Pusceddu    | Genoa       | definitivo |
| D        | Gianluca Sordo       | Trento      | prestito   |
| C        | Klaus Berggreen      | Lyngby      | definitivo |
| C        | Massimo Crippa       | Napoli      | definitivo |
| C        | Roberto Fogli        | Barletta    | definitivo |
| C        | Gianluigi Lentini    | Ancona      | prestito   |
| C        | Giorgio Venturin     | Cosenza     | prestito   |
| A        | Luca Campistri       | Francavilla | definitivo |
| A        | Tullio Gritti        | Brescia     | definitivo |
| A        | Anton Polster        | Siviglia    | definitivo |

## Risultati

### Serie A

#### Girone di andata
| Arbitro: | Agnolin (Bassano del Grappa) |

|                                 |           |                                             |
| Skoro 39’ Vierchowod 87’ (aut.) | Marcatori | 7’ (rig.) Bonomi 63’ Vierchowod 83’ Dossena |

| Arbitro: | Felicani (Bologna) |

|              |           |                |
| Gregucci 45’ | Marcatori | 38’ (aut.) Pin |

| Arbitro: | Di Cola (Avezzano) |

|                    |           |             |
| Cravero 51’ (rig.) | Marcatori | 68’ Garlini |

| Arbitro: | Longhi (Roma) |

|                                     |           |            |
| Pellegrini 41’ R. Baggio 83’ (rig.) | Marcatori | 69’ Müller |

| Arbitro: | Luci (Firenze) |

|                          |           |  |
| Müller 47’ Bresciani 79’ | Marcatori |  |

| Arbitro: | Paparesta (Bari) |

|                             |           |  |
| Berlinghieri 16’ Pagano 43’ | Marcatori |  |

| Arbitro: | Magni (Bergamo) |

|              |           |                        |
| Policano 75’ | Marcatori | 25’ Edu 71’, 83’ Fuser |

| Arbitro: | Frigerio (Milano) |

|          |           |             |
| Zago 76’ | Marcatori | 3’ Caniggia |

| Arbitro: | Lo Bello (Siracusa) |

|              |           |  |
| Poli 7’, 19’ | Marcatori |  |

| Arbitro: | Longhi (Roma) |

|                 |           |                    |
| Müller 39’, 84’ | Marcatori | 6’, 89’ van Basten |

| Arbitro: | D'Elia (Salerno) |

|               |           |  |
| Altobelli 61’ | Marcatori |  |

| Arbitro: | Lanese (Messina) |

|  |           |            |
|  | Marcatori | 30’ Careca |

| Torino 15 gennaio 1989, ore 14:30 UTC+1 13ª giornata | Torino           | 0 – 0 referto | Pisa | Stadio Comunale Vittorio Pozzo (20.450 spett.)\| Arbitro: \| Baldas (Trieste) \| |
| Arbitro:                                             | Baldas (Trieste) |               |      |                                                                                  |

| Arbitro: | Magni (Bergamo) |

|             |           |  |
| Giordano 7’ | Marcatori |  |

| Arbitro: | Luci (Firenze) |

|                         |           |           |
| Müller 8’ Bresciani 41’ | Marcatori | 6’ Milton |

| Arbitro: | Paparesta (Bari) |

|                               |           |  |
| Serena 2’ Brambati 20’ (aut.) | Marcatori |  |

| Torino 12 febbraio 1989, ore 15:00 UTC+1 17ª giornata | Torino           | 0 – 0 referto | Lecce | Stadio Comunale Vittorio Pozzo (22.453 spett.)\| Arbitro: \| D'Elia (Salerno) \| |
| Arbitro:                                              | D'Elia (Salerno) |               |       |                                                                                  |

#### Girone di ritorno
| Arbitro: | Frigerio (Milano) |

|                                                     |           |          |
| Dossena 27’ Carboni 30’ Vialli 45’ Mancini 60’, 65’ | Marcatori | 15’ Zago |

| Arbitro: | Di Cola (Avezzano) |

|                                                      |           |                                   |
| E. Rossi 19’ Cravero 25’ (rig.) Skoro 46’ Müller 74’ | Marcatori | 13’ Pin 50’ Sosa 54’ (aut.) Skoro |

| Arbitro: | Amendolia (Messina) |

|              |           |  |
| Bonacina 47’ | Marcatori |  |

| Arbitro: | Pezzella (Frattamaggiore) |

|           |           |  |
| Skoro 66’ | Marcatori |  |

| Arbitro: | Magni (Bergamo) |

|                                        |           |                             |
| Bordin 24’ Calcaterra 55’ Agostini 69’ | Marcatori | 8’ Müller 87’ (aut.) Gelain |

| Arbitro: | Luci (Firenze) |

|           |           |           |
| Skoro 14’ | Marcatori | 27’ Edmar |

| Arbitro: | Paparesta (Bari) |

|                           |           |            |
| Müller 31’, 83’ Fuser 69’ | Marcatori | 60’ Völler |

| Verona 16 aprile 1989, ore 15:30 UTC+2 25ª giornata | Verona              | 0 – 0 referto | Torino | Stadio Marcantonio Bentegodi (24.343 spett.)\| Arbitro: \| Amendolia (Messina) \| |
| Arbitro:                                            | Amendolia (Messina) |               |        |                                                                                   |

| Arbitro: | Pezzella (Frattamaggiore) |

|           |           |             |
| Skoro 84’ | Marcatori | 30’ Alessio |

| Arbitro: | Lo Bello (Siracusa) |

|                            |           |               |
| Colombo 47’ van Basten 74’ | Marcatori | 88’ Bresciani |

| Torino 14 maggio 1989, ore 16:00 UTC+2 28ª giornata | Torino         | 0 – 0 referto | Juventus | Stadio Comunale Vittorio Pozzo (43.814 spett.)\| Arbitro: \| Luci (Firenze) \| |
| Arbitro:                                            | Luci (Firenze) |               |          |                                                                                |

| Arbitro: | Sguizzato (Verona) |

|                                         |           |                    |
| Carnevale 3’ Romano 22’ Careca 40’, 48’ | Marcatori | 53’ (rig.) Cravero |

| Arbitro: | Lanese (Messina) |

|                |           |  |
| Incocciati 29’ | Marcatori |  |

| Arbitro: | D'Elia (Salerno) |

|           |           |               |
| Skoro 41’ | Marcatori | 5’ Dell'Oglio |

| Arbitro: | Agnolin (Bassano del Grappa) |

|                               |           |                                  |
| Maccoppi 4’ Milton 79’ (rig.) | Marcatori | 22’ Müller 28’ Edu 34’ Benedetti |

| Arbitro: | Lo Bello (Siracusa) |

|                      |           |  |
| Skoro 53’ Müller 74’ | Marcatori |  |

| Arbitro: | Magni (Bergamo) |

|                                          |           |           |
| P. Benedetti 32’ Barbas 61’ Paciocco 74’ | Marcatori | 66’ Fuser |

### Coppa Italia

#### Prima fase a gironi
| Arbitro: | Beschin (Legnago) |

|               |           |                  |
| Simonetta 30’ | Marcatori | 34’ Comi 51’ Edu |

| Arbitro: | Lanese (Messina) |

|              |           |                        |
| Marchetti 5’ | Marcatori | 64’ Skoro 74’ Brambati |

| Arbitro: | Coppetelli (Tivoli) |

|                    |           |              |
| Comi 12’ Skoro 90’ | Marcatori | 59’ De Vitis |

| Arbitro: | Amendolia (Messina) |

|          |           |  |
| Comi 66’ | Marcatori |  |

| Arbitro: | Di Cola (Avezzano) |

|             |           |           |
| Palanca 79’ | Marcatori | 84’ Skoro |

#### Seconda fase a gironi
| Arbitro: | Pezzella (Frattamaggiore) |

|                                            |           |  |
| Troglio 46’ Galderisi 57’ Pacione 71’, 76’ | Marcatori |  |

| Arbitro: | Frigerio (Milano) |

|            |           |            |
| Valoti 28’ | Marcatori | 33’ Müller |

| Arbitro: | Lo Bello (Siracusa) |

|               |           |  |
| Bresciani 29’ | Marcatori |  |

## Statistiche

### Statistiche di squadra
| Competizione | Punti | In casa | In casa | In casa | In casa | In casa | In casa | In trasferta | In trasferta | In trasferta | In trasferta | In trasferta | In trasferta | Totale | Totale | Totale | Totale | Totale | Totale | DR  |
| Competizione | Punti | G       | V       | N       | P       | Gf      | Gs      | G            | V            | N            | P            | Gf           | Gs           | G      | V      | N      | P      | Gf     | Gs     | DR  |
| ------------ | ----- | ------- | ------- | ------- | ------- | ------- | ------- | ------------ | ------------ | ------------ | ------------ | ------------ | ------------ | ------ | ------ | ------ | ------ | ------ | ------ | --- |
| Serie A      | 27    | 17      | 6       | 9       | 2       | 23      | 16      | 17           | 2            | 2            | 13           | 14           | 33           | 34     | 8      | 11     | 15     | 37     | 49     | -12 |
| Coppa Italia | -     | 3       | 3       | 0       | 0       | 4       | 1       | 5            | 2            | 2            | 1            | 6            | 8            | 8      | 5      | 2      | 1      | 10     | 9      | +1  |
| Totale       | -     | 20      | 9       | 9       | 2       | 27      | 17      | 22           | 4            | 4            | 14           | 20           | 41           | 42     | 13     | 13     | 16     | 47     | 58     | -11 |

### Statistiche dei giocatori
| Giocatore      | Serie A  | Serie A | Serie A     | Serie A    | Coppa Italia | Coppa Italia | Coppa Italia | Coppa Italia | Totale   | Totale | Totale      | Totale     |
| Giocatore      | Presenze | Reti    | Ammonizioni | Espulsioni | Presenze     | Reti         | Ammonizioni  | Espulsioni   | Presenze | Reti   | Ammonizioni | Espulsioni |
| -------------- | -------- | ------- | ----------- | ---------- | ------------ | ------------ | ------------ | ------------ | -------- | ------ | ----------- | ---------- |
| S. Benedetti   | 22       | 1       | ?           | ?          | 3            | 0            | ?            | ?            | 25       | 1      | ?           | ?          |
| D. Bolognesi   | 5        | 0       | ?           | ?          | 0            | 0            | 0            | 0            | 5        | 0      | 0+          | 0+         |
| M. Brambati    | 20       | 0       | ?           | ?          | 5            | 1            | ?            | ?            | 25       | 1      | ?           | ?          |
| G. Bresciani   | 19       | 3       | ?           | ?          | 6            | 1            | ?            | ?            | 25       | 4      | ?           | ?          |
| B. Carbone     | 3        | 0       | ?           | ?          | 0            | 0            | 0            | 0            | 3        | 0      | 0+          | 0+         |
| M. Catena      | 16       | 0       | ?           | ?          | 3            | 0            | ?            | ?            | 19       | 0      | ?           | ?          |
| A. Comi        | 28       | 0       | ?           | ?          | 8            | 3            | ?            | ?            | 36       | 3      | ?           | ?          |
| R. Cravero     | 29       | 3       | ?           | ?          | 4            | 0            | ?            | ?            | 33       | 3      | ?           | ?          |
| Edu            | 22       | 2       | ?           | ?          | 5            | 2            | ?            | ?            | 27       | 4      | ?           | ?          |
| M. Farris      | 4        | 0       | ?           | ?          | 0            | 0            | 0            | 0            | 4        | 0      | 0+          | 0+         |
| I. Ferretti    | 1        | 0       | ?           | ?          | 2            | 0            | ?            | ?            | 3        | 0      | ?           | ?          |
| G. Ferri       | 29       | 0       | ?           | ?          | 8            | 0            | ?            | ?            | 37       | 0      | ?           | ?          |
| D. Fuser       | 30       | 4       | ?           | ?          | 8            | 0            | ?            | ?            | 38       | 4      | ?           | ?          |
| M. Gallaccio   | 2        | 0       | ?           | ?          | 0            | 0            | 0            | 0            | 2        | 0      | 0+          | 0+         |
| D. Gasparini   | 8        | 0       | ?           | ?          | 0            | 0            | 0            | 0            | 8        | 0      | 0+          | 0+         |
| T. Gritti      | -        | -       | -           | -          | 7            | 0            | ?            | ?            | 7        | 0      | 0+          | 0+         |
| L. Landonio    | 13       | 0       | ?           | ?          | 5            | 0            | ?            | ?            | 18       | 0      | ?           | ?          |
| F. Lorieri     | 17       | -27     | ?           | ?          | 7            | -8           | ?            | ?            | 24       | -35    | ?           | ?          |
| L. Marchegiani | 17       | -22     | ?           | ?          | 0            | -0           | 0            | 0            | 17       | -22    | 0+          | 0+         |
| A. Menghini    | 3        | 0       | ?           | ?          | 0            | 0            | 0            | 0            | 3        | 0      | 0+          | 0+         |
| Müller         | 31       | 11      | ?           | ?          | 5            | 1            | ?            | ?            | 36       | 12     | ?           | ?          |
| V. Pusceddu    | -        | -       | -           | -          | 1            | 0            | ?            | ?            | 1        | 0      | 0+          | 0+         |
| E. Rossi       | 34       | 1       | ?           | ?          | 8            | 0            | ?            | ?            | 42       | 1      | ?           | ?          |
| A. Sabato      | 33       | 0       | ?           | ?          | 0            | 0            | 0            | 0            | 33       | 0      | 0+          | 0+         |
| H. Skoro       | 32       | 7       | ?           | ?          | 8            | 3            | ?            | ?            | 40       | 10     | ?           | ?          |
| M. Zaffaroni   | 0        | 0       | 0           | 0          | 5            | 0            | ?            | ?            | 5        | 0      | 0+          | 0+         |
| A. Zago        | 17       | 2       | ?           | ?          | 6            | 0            | ?            | ?            | 23       | 2      | ?           | ?          |
| A. Zaninelli   | -        | -       | -           | -          | 1            | -1           | ?            | ?            | 1        | -1     | 0+          | 0+         |

## Giovanili

La squadra Primavera granata vittoriosa in stagione in Coppa Italia e al Torneo di Viareggio

### Piazzamenti
- Primavera:
  - Campionato:
  - Coppa Italia: vincitore
  - Torneo di Viareggio: vincitore
- Berretti:
  - Campionato: vincitore
- Allievi Nazionali:
  - Torneo Città di Arco: 3º posto